# ブレンド・S
『ブレンド・S』（BLEND・S）は、中山幸による日本の4コマ漫画作品。『まんがタイムきららキャラット』（芳文社）にて2013年10月号および11月号にゲスト連載され、その後同誌にて2014年3月号から本連載を開始し、2022年6月号をもって完結した。2017年にはテレビアニメ化された。
従業員が各々の「属性」を演じて接客をする喫茶店（コンセプトカフェ）「スティーレ」を舞台とする4コマ漫画である。

## あらすじ
主人公・桜ノ宮苺香は海外留学の資金を貯めるためにアルバイトを探していたが、ことごとく面接で不採用となっていた。生まれつき自分の目つきが悪いためだと考えて悩んでいたところ、ふとしたきっかけで喫茶店を経営するディーノと出会って惚れ込まれ、スカウトされて彼の経営する喫茶店で働くことになる。実は、そこはウェイトレスがそれぞれに与えられた「属性」になりきって接客する喫茶店（コンセプトカフェ）であり、苺香はディーノに「ドS」キャラを演じることをリクエストされる。最初こそドSを演じることに抵抗を感じた苺香だったが、ほどなく天然のドS接客をこなすようになり、他の店員たちとアルバイトを続けていくようすがコメディで描かれている。
作中ではディーノに惚れ込まれてスティーレで働くようになった苺香だが、次第に苺香自身もディーノに対する恋心を意識していく。そして、なかなか進まないふたりの関係を他の店員達が、生暖かく見守るようになる。他にも、同じ喫茶店でアルバイトをする日向夏帆と秋月紅葉の関係など、ラブコメ描写も現れるようになる。
何度か自分の想いを伝えようとするディーノだが、タイミングが悪かったり苺香が鈍感だったりするせいでなかなか通じない。そんな中にイタリアから、ディーノの実母のソフィアがやってきて、実家のカフェを継げとディーノに言ってくる。その時にディーノと苺香が相思相愛だと気づいたソフィアは、ふたりで結婚して実家のカフェを継げばいいと言い出す。
ソフィアは日本語を話せないため彼女の発言の意味は苺香によく伝わらなかったが、ソフィアの帰国後、苺香はディーノの気持ちを確認し、応じて二人は恋人となる。やがてソフィアがヘルニアを患っていたことを知ったディーノは、現在の苺香や夏帆といった店員がいずれ店を辞めた場合、今以上の人材を揃えられるとは思えないということもあり、いずれスティーレを閉めて帰国するつもりであると店員達に告げる。また海外留学を望んでいる苺香に、イタリアで自分と共に暮らすことを提案する。
4年後、夏帆たちスティーレの元店員が久し振りに集まり、イタリアの苺香から届いた手紙を見る。手紙と一緒に入っていた写真には、ディーノの実家のカフェを切り盛りする、ディーノと苺香の姿が写っていた。

## 登場人物

### スティーレ

#### ホール担当
桜ノ宮 苺香（）
声 - 和氣あず未
年齢 - 16歳 / 誕生日 - 4月4日 / 星座 - おひつじ座 / 身長 - 156cm / 担当 - ドSキャラ
本作の主人公。真面目で礼儀正しい性格だが、それ以上に無自覚ながらに発揮する天然のドS (と言われてしまう)。髪は綺麗な長い黒髪（カラーページ・アニメでは紫風）だが、細い髪質のせいで静電気に弱く、常に結わえている。努力家である一方、不器用ゆえに真面目にやりすぎて失敗してしまうことも多い。また、本人に悪気は無いが人付き合いが苦手で、ぎこちないことや生まれつき目つきが悪いこと、そして天然のうえに言葉足らずでドSな言い方をしてしまうことが災いして他人には誤解されやすく、バイトに受からない日々が続いたなど、苺香自身の悩みでもある。しかしながらディーノにはそういった性分を含めて一目惚れされ、ディーノの喫茶店にドSキャラとしてスカウトされる。苺香の方も、後述の理由からディーノのサラサラブロンドヘアに憧れている。次第にディーノのことを異性として意識していくようになり、男で身長も高いディーノが、自分の冗談などで慌てるなどの姿を見るのが可愛くて楽しいと語っている（その話を聞いた麻冬には「（ドSの）素質がある」と言われている）。
家族に父（声 - 立木文彦）と母（声 - 加隈亜衣）のほか、兄姉（後述）がいる。自宅は和風建築の豪邸。さらに和装や和食といった和の色の強い家柄と環境から、5歳の頃に父が家に招いた外国人を見たことで外国に魅了され、憧れの海外への留学を目指したことが、アルバイトを探すきっかけになった。
最終話で描かれた4年後ではイタリアに渡りディーノと結婚する。

日向 夏帆（）
声 - 鬼頭明里
年齢 - 17歳 / 誕生日 - 8月12日 / 星座 - しし座 / 身長 - 165cm / 担当 - ツンデレキャラ
スティーレのオープニングスタッフの1人。高校生。髪は金髪のツインテール。胸など体のあらゆる部分が大きい。学校の制服を着用している時だけ黒のタイツか、黒のニーソックスを履いている。趣味はゲームであらゆるジャンルに精通して非常に得意であるが、ゲームセンターでは難易度の高いものを見るとつい挑戦したくなってしまうため、金欠に苦しんでいる。また、ゲームのやりすぎで現実での友人は少ない。学校の勉強は苦手なようで、麻冬に教えてもらってテストの赤点を回避したこともある。本来の性格は、素直で人懐っこいフレンドリーな方でツンデレではないが、後述の秋月のリアルツンデレを見て勉強し、接客に生かしている。スティーレのウェイトレスの中では一番人気。秋月とは同期入店で、お互い何となく意識し合う間柄で、ふたりともゲーム好きであることなどもあって近い距離で接している。ひとりっ子で、兄弟姉妹に憧れている。
最終話で描かれた4年後ではOLになっており、「自宅に帰るのが面倒」という理由で秋月が住むアパートに泊まり込んでゲームをしているという、色気のない付き合いを秋月と続けている。「同棲しちゃえばいいのでは？」と美雨に言われたときには、秋月が作ってくれる食事が主目的で肯定的に受け止めた模様。
母（声 - 能登麻美子）もゲーム好きで、一緒にゲームをプレイすることもあるが、その時はお互いゲーム画面に対して罵声を飛ばし合うなど口が悪くなり、父から心配されている。

星川 麻冬（）
声 - 春野杏
年齢 - 20歳 / 誕生日 - 12月23日 / 星座 - やぎ座 / 身長 - 135cm / 担当 - 妹キャラ
髪は茶髪のショートカット。大学生で成人しているが、身長が低く胸も小さい幼児体形で、自分より背の大きい弟（声 - 千本木彩花）がいるため、小さい子供に「お姉ちゃん」と呼ばれると喜ぶ。弟は小学生の子が3人おり、弟がかわいいという話で盛り上がれるブラコンだがお節介な態度をとられることもある。ニチアサのキッズアニメが好きで、毎週欠かさず見ている上、ほとんどのなりきりグッズはコンプリート済み。普段は無表情で大人しく年齢相応な部分もあるが、仕事モードになると幼気で明るい性格の妹キャラに一変する。また、手先が器用で来客に配るために小物を作っている。頭は良く、夏帆の勉強を時々見てやっている様子。本人は小学校の先生か保育士を志望している。
後述の男性・伊藤と、「お友達から」お付き合いを始めている。だが自分が恋愛しているところを想像できず、友人関係の状態から進展していない。最終話で描かれた4年後でも似たような状況だが、伊藤にはかなり気を許している模様。
高校生の頃、スティーレ以外でのバイト経験がある。

天野 美雨（）
声 - 種﨑敦美
年齢 - 22歳 / 誕生日 - 6月9日 / 星座 - ふたご座 / 身長 - 163cm / 担当 - お姉さんキャラ
同人漫画家であり、ペンネームは花園フォルダ（はなぞのフォルダ）。「あっしゅくふぉるだ」というシャッター壁サークルの主宰。ジャンルは百合・BL・NLと問わずにさまざまな漫画を描いているが、そのほとんどが成人向けである。7巻では商業誌への掲載を編集に誘われたというほどの実力と人気をもつ。普段は眼鏡をかけているが、アルバイト中はコンタクトレンズにしている。
当初は客として喫茶店に訪れていたが、ディーノがひそかにスカウトしており（アニメでは志願に訪れている）、ネタと刺激欲しさに喫茶店で働くことになった。人間観察が趣味で、苺香とディーノの関係に対しては「萌え」を感じて見守っているほか、2人をモデルにした同人誌も描いている。後述のひでりのファンを自称しており、何かと絡みのシーンが多く、時にネタを求めてひでりを振り回している。また、割とノリが良く、店員の人間関係や行動を観察しては同人誌のネタを妄想しているほか、会話や行動につい下ネタが入ることがある。
最終話で描かれた4年後では、漫画家として商業誌デビューを果たしており、読み切りや短期連載作品を発表している。

神崎 ひでり（）
声 - 徳井青空
年齢 - 16歳 / 誕生日 - 7月10日 / 星座 - かに座 / 身長 - 150cm / 担当 - アイドルキャラ
男の娘で、一人称は「僕」または「ひでりん」。可愛い女の子の見た目をしているが、中身は農家の息子である。親に実家を継がされそうになっているが、本人はアイドルになるのが夢であり、自分の可愛さを世間に認めさせるためにスティーレで自ら志望して（アニメ版では第8話から）アルバイトを始める。制服を自分で改造してフリルをつけている。自分の可愛さへの自信から傲慢なところがあり、素はかなり口が悪いが、漢気もある。ほとんどの衣装は躊躇なく身に着けるが、唯一スモックだけは、夢でうなされるほどに拒絶反応を示す。農家の息子という育ちもあって虫への抵抗があまりなく、Gが出現した時にはスタッフが混乱する中一人だけ落ち着いて対応・処理していた。
最終話で描かれた4年後では、アイドルのオーディションに挑戦し続けているが、毎回最終審査で落選し続けている模様。

#### キッチン担当
ディーノ
声 - 前野智昭
年齢 - 26歳 / 誕生日 - 5月5日 / 星座 - おうし座 / 身長 - 188cm / 担当 - オーナー兼店長兼キッチン
イタリア出身の「スティーレ」のオーナー店長。髪色はブロンドでタレ目。美少女アニメやフィギュアが好きな重度のオタクであり、深夜アニメを見るために夜更かしをしては仕事中に居眠りでさぼってばかりで麻冬らには呆れられており、よくいじられる。自宅で飼っている犬のオーナーにも雑に扱われている。店舗の2階部分が自宅で、美少女フィギュアなどさまざまなオタクグッズがある。コレクターらしい心構えはあり、それを逆手に取られ、一度オーナーに美少女（アニメでは『魔法少女フリル』のフリル）フィギュアを人質に取られた時は、やむなく要求を飲んで朝の散歩に出掛けた。
苺香には一目惚れしており、苺香のことになるとすぐ調子に乗ってしまう。また、興奮すると鼻血が出る癖がある。
最終話で描かれた4年後ではイタリアに帰国し、苺香と結婚し共に実家のカフェを経営している。
秋月 紅葉（）
声 - 鈴木達央
年齢 - 21歳 / 誕生日 - 11月28日 / 星座 - いて座 / 身長 - 170cm / 担当 - キッチン
スティーレのオープニングスタッフの1人。「調理師免許が取りやすい」というのが志望動機で、スティーレのメニュー調理の大半を賄う。髪色は草色で三白眼。熱弁するほどの百合好きから女性客同士の百合に思いを馳せているが、自身は現実での女性との交際にはヘタレでまったく耐性がない。また、夏帆より天然のツンデレ性質であり、美雨には（ネタ元として）歓迎されている。仕事では同じキッチン担当のディーノがなかなか働かないため、苦労が絶えない。夏帆とは同期入店で、お互い何となく気になる存在である。夏帆からは非常に近い距離感で接せられているが、ヘタレなせいですぐに抵抗を感じて避けようとする。7巻では、帰宅が一緒となった夏帆に「秋月君と一緒に帰れて嬉しい」と言われたことの意味を色々と考えるあまり挙動不審になった。
最終話で描かれた4年後では、ホテルの厨房で働いているが、まだ下積み。よく夏帆が仕事終わりにやって来てはそのまま泊まりこんでゲームをしており、そんな彼女に食事を作っている。

#### 動物
オーナー
声 - 鈴木達央
大型犬で、苺香いわく「多分ハスキー？」混じりの雑種。名前は苺香が店長の所の居候ということから仮に付けた。雰囲気が苺香に似ているが、オスである。捨てられていたところを苺香が拾うも、犬が苦手な愛香と香一のいる自宅では飼えないために店へ連れてきたことにより、里親が見つかるまでディーノに飼われることになった。
散歩の途中に知りあったメス犬（声 - 前野智昭）に一目惚れしたものの、最終的には怖がられ逃げられてしまう羽目に。
アニメ初登場は第9話。
最終話で描かれた4年後では、ディーノたちと共にイタリアに渡っている。

### その他の登場人物
桜ノ宮 愛香（）
声 - 松嵜麗
苺香の姉で香一の妹。長い黒髪と和服を纏った大和撫子。目つきが悪いせいで友達の少ない苺香を心配しているが、香一と共に世話を焼き過ぎるため、苺香に煙たがれることが多い。また、愛香自身は目つきは悪くないが、苺香のように天然のドSの気がある。ディーノのことは苺香の彼氏だと勘違いしており、たびたびアドバイスをしている。小さいころ、香一と一緒に近所の犬に水鉄砲をかけてかまれて以来、犬は苦手。苺香からは愛香お姉さん、あるいは単にお姉さんと呼ばれる。

桜ノ宮 香一（）
声 - 佐藤信希
苺香、愛香の兄。黒髪を真ん中で分けたぱっつん状の髪型と和服を着ている。目つきのせいで友達の少ない苺香を心配している。また、愛香や苺香と同様に天然のドSの気がある。ディーノのことは苺香の彼氏だと勘違いしている。小さいころ、愛香と一緒に近所の犬に水鉄砲をかけてかまれて以来、犬は苦手。苺香からはお兄さん、愛香からは香一さんと呼ばれる。ハイカラなものに詳しくないようで、クッキーをすあまと勘違いした。

伊藤（）
声 - 武内駿輔
麻冬の一応の交際相手。もともとは麻冬のファンとしてスティーレにやって来る常連客。
一度付き合って欲しいと麻冬に言って断られているが、本屋でアルバイトをしているとき偶然麻冬と出会い、麻冬が本屋に忘れた財布をスティーレに届けに来る。その時、礼がしたいという麻冬に対しデートを提案。やむなく応じたという感じの麻冬だったが、その時の対応などで麻冬に好印象を与え、麻冬のほうから連絡先の交換を求められた。その後も麻冬と会ってはいるがあくまで友人扱いで、男女関係とはほとんど意識されていない。
身長が高く、顔の上半分はコマに見切れていていつも描写されていない。そのことを作中人物にもメタフィクション的に指摘されている。

星川 冬樹（）
声 - 千本木彩花
名前が出たのは7巻。麻冬の弟のうちのひとり。顔は麻冬にとてもよく似ている。
姉との仲は良好であり、よく姉と共に家事を手伝っている。一方遠慮がちで大人しい性格であり、特に趣味らしい趣味を持たず、誕生日プレゼントに何が欲しいか麻冬に聞かれても「特にない」と遠慮した。
だが動物が好きで、よく動物が出ているTV番組などを見ていて、内心では動物図鑑のセットを欲しがっていた。その総額が高いために遠慮していたのだが、冬樹のことに気づいた伊藤より話を聞いた真冬から、動物図鑑のセットをプレゼントされている。

風間 彩人（）
麻冬の友人。スレンダーな中性的外見の女子大生。秋月が怪我をして店を休んでいる間の代役として、臨時でスティーレのバイトに入る。
女子人気が高いガールズバンドをやっており、髪を染めていて普段はピアスをしているほか、私服のセンスなどで派手なところがある。その一方、真面目で細かいところに気が利きよく仕事ができるが、冗談が通じず何でも真に受けてしまう。
麻冬とは「まーちゃん」「あーちゃん」と呼び合う仲で、麻冬とは大学の食堂で出会ったところ、自分たちの弟のブラコントークで意気投合して友人になった。

風間 隼人（）
彩人の弟。高校生で年齢は16。外見は彩人に似ていてすらっとしているが、礼儀正しい体育会系で柔道部所属。一方で料理が上手という側面もある。とてもしっかりした性格で、何でも真に受けてしまう彩人がバイトを始めると聞いて心配になり、スティーレに様子を見にやって来る。
その時に出会った美雨のことが気になっており、時々食事などを差し入れしている。ただ恋愛感情からの行動ではなく、同人誌の締め切りに追われて生活が安定しない美雨のことを放っておけないためとのこと。

ソフィア
ディーノ（店長）の実母のイタリア人。日本語は解せない。
非常に若々しい外見で、「フレッシュなままでいたい」という理由により母である事を連想する呼び方を嫌がるため、ディーノには「ソフィア」と名前で呼ばれている。
実家でもカフェを経営しており、ディーノに後を継がせたがっているが、（日本のアニメや漫画が好きなため）日本を離れたくないディーノが断り続けているうちに、直接スティーレにまでやってきてディーノを説得しようとする（実はヘルニアを患ったため）。
ディーノが、日本を離れたくないのは好きな人がいるからだと言われると、ディーノと苺香が互いを意識していることに気づき、さらに自分も苺香の（目つきの悪い、引きつった）笑顔に惚れ込んだため、ふたりで結婚してカフェを継げば良いと言い出す。

レース / 魔法少女フリル
声 - 小倉唯
日曜朝の女児対象アニメ『魔法少女フリル』の主人公。何かのきっかけで魔法を得て悪と戦っている。ただし、作中で一度は何かの理由で闇堕ちしたことがある。この時のフリルは苺香のドS調教時の教材ともなった。前述の通り、麻冬とディーノの共通して大切な存在、つまり推しアニメ（それゆえにオーナーは、朝の散歩を渋るディーノに、前述の通りの手を取った）。

## 書誌情報
- 中山幸 『ブレンド・S』芳文社〈まんがタイムKRコミックス〉、全8巻[82]
  1. 2015年2月11日初版発行（1月27日発売）、ISBN 978-4-8322-4520-4
  2. 2016年3月13日初版発行（2月27日発売）、ISBN 978-4-8322-4667-6
  3. 2017年2月11日初版発行（1月27日発売）、ISBN 978-4-8322-4798-7
  4. 2017年11月11日初版発行（10月27日発売）、ISBN 978-4-8322-4885-4
  5. 2019年2月9日初版発行（1月25日発売）、ISBN 978-4-8322-7062-6
  6. 2020年4月11日初版発行（3月27日発売）、ISBN 978-4-8322-7179-1
  7. 2021年4月10日初版発行（3月26日発売）、ISBN 978-4-8322-7264-4
  8. 2022年6月10日初版発行（5月26日発売）、ISBN 978-4-8322-7368-9
- 『Souvenir 「ブレンド・S」ファンブック&アンソロジーコミック』 2017年12月12日初版発行（11月27日発売[82]）、ISBN 978-4-8322-4899-1

## テレビアニメ
| 原作                         | 中山幸                                                               |
| 監督                         | 益山亮司                                                             |
| シリーズ構成                 | 雑破業                                                               |
| キャラクターデザイン         | 奥田陽介                                                             |
| プロップデザイン             | 猪口美緒、油谷陽介                                                   |
| 美術監督                     | 加藤恵                                                               |
| 美術設定                     | 青木薫                                                               |
| 色彩設計                     | 森田真由                                                             |
| 撮影監督                     | 青嶋俊明                                                             |
| CGディレクター               | 佐藤香織                                                             |
| 編集                         | 三嶋章紀                                                             |
| 音響監督                     | 長崎行男                                                             |
| 音楽                         | 菊谷知樹                                                             |
| 音楽制作                     | アニプレックス                                                       |
| 音楽プロデューサー           | 山内真治                                                             |
| プロデューサー               | 丹羽将己、小林宏之 小助川典子、土倉康平 尾上太基、櫻井宣貴、鶴田紀章 |
| アニメーションプロデューサー | 清田穣二                                                             |
| 制作                         | A-1 Pictures                                                         |
| 製作                         | ブレンド・S製作委員会                                                |

2016年12月28日発売の『まんがタイムきららキャラット』2017年2月号にてテレビアニメ化が発表され、2017年10月から同年12月までTOKYO MX・カンテレ・BS11ほかにて放送された。監督の益山亮司は今作が監督デビュー作となる。
各話のサブタイトル部分は出演声優の直筆によるものである。また、本編終了後に表示されるイタリア語の短文「Saremo lieti di rivedervi presto」は、日本語で「もうすぐ貴方に会うことを楽しみにしています」を意味する。
第3話では声優の久保ユリカをモデルとしたショップ店員を登場させており、声を久保が演じているうえ、ネームプレートにも「久保」の記名がある。また、同話のアイキャッチには『きんいろモザイク Pretty Days』の大宮忍と、本作と原作掲載誌が同じである『NEW GAME!!』の滝本ひふみが登場しており、各作品の作画スタッフである植田和幸と岡勇一が今回だけのためにアイキャッチの作画を担当したうえ、エンディングには各作品の製作委員会がクレジットされている。
2018年9月から同年10月にかけて『マチ★アソビ vol.21』にて開催された「ニュータイプアニメアワード2017-2018」で、本作はキャラクターデザイン賞の第10位に『ウマ娘 プリティーダービー』と並んでランクインした。

### 主題歌
使用楽曲はすべてこだまさおりが作詞を担当している。
「ぼなぺてぃーと♡S」
第1話 - 第11話のオープニングテーマ。y0c1eが作曲・編曲を担当し、声優の和氣あず未、鬼頭明里、春野杏の3人からなるユニット「ブレンド・A」（ブレンド・エース）による楽曲である。第12話では、スティーレのキャラクターを担当する声優7人で歌唱した「ぼなぺてぃーと♡S -All staff ver.-」がエンディングテーマとして用いられた。
本楽曲は「ニュータイプアニメアワード2017-2018」において主題歌賞の第8位にランクインした。また、本作は様々な音楽ライターから以下のような肯定的な言及を受けている。オーディオライターの橋爪徹はAメロからBメロ後半について「エレキギターを含めたダイナミクスが格別」と評したうえ、本楽曲を「打ち込み中心のポップチューン」と位置づけた。音の情報量が多いものの整然としている点、歌声の可愛らしさ、メロディの中毒性についても橋爪は評価している。ぴあが運営する情報サイト「Character JAPAN」でアニソンライターを務める住吉STRANGERは、転調部分や歌詞に含まれる擬音の多さ、BPMの高さを特筆し、そこへ打ち込み要素や鍵盤楽器の音色を織り交ぜた構成と指摘し「とことんアッパーでポップでありながら、その一方で、どこか洗練された雰囲気を感じられる」とy0c1eによるサウンドを称賛した。音楽出版社が運営する『CDジャーナル』のレビュアーは、可愛らしい歌声について「底抜けに明るく元気いっぱい、思わず顔がほころんでしまう」と表現した。さらにインターネット上での反響として、楽曲冒頭の「Smile・Sweet・Sister・Sadistic・Surprise・Service」に続けて、「We are スティーレ!!」に置き換える、頭文字がSで始まるか否かによらず単語を付け足すようなインターネット・ミームが2017年11月にTwitterやYouTube上で拡散的に起こった。
2021年10月23日には、ゲーム『バンドリ! ガールズバンドパーティ!』においてホロライブとのコラボレーションの一環として、登場バンドのハロー、ハッピーワールド!と白上フブキによるカバーバージョンが配信されている。
2022年1月12日にはゲーム『D4DJ Groovy Mix』において、Lyrical Lilyによるカバーバージョンが配信されている。
「デタラメなマイナスとプラスにおけるブレンド考」
上記と同じくブレンド・Aによる楽曲で、エンディングテーマとして用いられた。作曲・編曲を山田高弘が担当している。エンディング映像は第10話をもって完成となった。
| 楽曲                                              | 部門                              | 支持率 (%) | 獲得票数 | 順位 |
| ------------------------------------------------- | --------------------------------- | ---------- | -------- | ---- |
| 「ぼなぺてぃーと♡S」                              | 2017年秋アニメ オープニングテーマ | 8.19       | 2165     | 3位  |
| 「ぼなぺてぃーと♡S」                              | 2017年年間アニメ 主題歌           | 9.72       | 707      | 2位  |
| 「デタラメなマイナスと プラスにおけるブレンド考」 | 2017年秋アニメ エンディングテーマ | 4.06       | 306      | 7位  |

上記の2作品は、カカクコムが運営する情報&コミュニティサイト「アキバ総研」にて行われた2017年の主題歌人気投票において上位に位置している。「ぼなぺてぃーと♡S」は2017年秋放映アニメ作品のオープニングテーマ部門において3位、2017年の年間を通した主題歌部門において2位をそれぞれ獲得している。一方、「デタラメなマイナスとプラスにおけるブレンド考」も2017年秋放映アニメ作品のエンディングテーマ部門において7位を獲得した。支持率と獲得票数の詳細については右表を参照。
また、劇中挿入歌としてキャラクターソングが使用されており、Motokiyoが作曲・編曲を担当し、日向夏帆役の鬼頭明里による「インスタントマーメイド」が第6話に、千葉"naotyu-"直樹が作曲・編曲を担当し、神崎ひでり役の徳井青空による「明日も世界の真ん中で♡」が第12話においてそれぞれ用いられた。

### 各話リスト
| 話数   | サブタイトル                       | 脚本     | 絵コンテ     | 演出                       | 作画監督                                                                                               | 総作画監督                   |
| ------ | ---------------------------------- | -------- | ------------ | -------------------------- | --- | ---------------------------- |
| 第1話  | はじめてのドS                      | 雑破業   | 益山亮司     | 益山亮司                   | 佐々木貴宏                                                                                             | 奥田陽介                     |
| 第2話  | 仁義なきスイーツ                   | 雑破業   | 益山亮司     | 河原龍太                   | 猪口美緒                                                                                               | 奥田陽介                     |
| 第3話  | デートのち18禁                     | 雑破業   | 黒柳トシマサ | 黒柳トシマサ               | 波部崇                                                                                                 | 佐々木貴宏                   |
| 第4話  | 後輩はおねえさん（健全）           | 雑破業   | 河野亜矢子   | 京極尚彦                   | 福世真奈美 田村里美                                                                                    | 猪口美緒                     |
| 第5話  | 雨のちカゼ                         | 森町やこ | 篠原正寛     | 篠原正寛                   | 油谷陽介 前田学史                                                                                      | 奥田陽介                     |
| 第6話  | 水辺にまつわるエトセトラ（成人済） | 雑破業   | 河合滋樹     | 河合滋樹                   | 杉生祐一 本村晃一                                                                                      | 佐々木貴宏                   |
| 第7話  | バナナにイチゴで、いそがしい       | 雑破業   | 横山和基     | 横山和基                   | 小林真平 本多みゆき                                                                                    | 猪口美緒                     |
| 第8話  | アイドル属性も、ついてます         | 雑破業   | 益山亮司     | 河原龍太                   | 波部崇 田村里美                                                                                        | 奥田陽介                     |
| 第9話  | オーナー就任、シスター襲来         | 森町やこ | 松本顕吾     | 松本顕吾                   | 飯田遥 稲田正輝 波部崇 前田学史 油谷陽介                                                               | 佐々木貴宏                   |
| 第10話 | おしえて、あ・げ・る♡              | 雑破業   | 河合滋樹     | 河合滋樹                   | 田村里美 福世真奈美 本多みゆき 波部崇 前田学史                                                         | 猪口美緒                     |
| 第11話 | ツンデレ上手、壁ドンは下手         | 雑破業   | 黒柳トシマサ | 黒柳トシマサ               | 本村晃一 杉生祐一                                                                                      | 奥田陽介                     |
| 第12話 | 大好きですっ！                     | 雑破業   | 益山亮司     | 益山亮司 河合滋樹 松本顕吾 | 佐々木貴宏 猪口美緒 松本顕吾 本村晃一 杉生祐一 福世真奈美 本多みゆき 波部崇 前田学史 油谷陽介 稲田正輝 | 奥田陽介 佐々木貴宏 猪口美緒 |

### 放送局
| 放送期間                  | 放送時間                     | 放送局       | 対象地域   | 備考                      |
| ------------------------- | ---------------------------- | ------------ | ---------- | ------------------------- |
| 2017年10月8日 - 12月24日  | 日曜 0:30 - 1:00（土曜深夜） | TOKYO MX     | 東京都     |                           |
|                           |                              | とちぎテレビ | 栃木県     |                           |
|                           |                              | 群馬テレビ   | 群馬県     |                           |
|                           |                              | BS11         | 日本全域   | BS放送 / 『ANIME+』枠     |
| 2017年10月9日 - 12月25日  | 月曜 1:55 - 2:25（日曜深夜） | カンテレ     | 近畿広域圏 | 製作参加                  |
|                           | 月曜 20:00 - 20:30           | AT-X         | 日本全域   | CS放送 / リピート放送あり |
| 2017年10月11日 - 12月27日 | 水曜 2:05 - 2:35（火曜深夜） | テレビ愛知   | 愛知県     |                           |

| 配信開始日     | 配信時間               | 配信サイト |
| -------------- | ---------------------- | --- |
| 2017年10月10日 | 火曜 12:00 更新        | dアニメストア ニコニコチャンネル GYAO! dTV バンダイチャンネル Amazonビデオ ひかりTV U-NEXT ビデオマーケット アニメ放題 |
|                | 火曜 23:00 - 23:30     | ニコニコ生放送 |
|                | 火曜 23:30 - 水曜 0:00 | AbemaTV |
| 不明           | 不明                   | ビデオパス J:COMオンデマンドメガパックコース hulu                                                                      |

### BD / DVD
| 巻  | 発売日         | 収録話          | 規格品番      | 規格品番      |
| 巻  | 発売日         | 収録話          | BD限定版      | DVD限定版     |
| --- | -------------- | --------------- | ------------- | ------------- |
| 1   | 2017年12月27日 | 第1話 - 第2話   | ANZX-12681/2  | ANZB-12681/2  |
| 2   | 2018年1月24日  | 第3話 - 第4話   | ANZX-12683/4  | ANZB-12683/4  |
| 3   | 2018年2月28日  | 第5話 - 第6話   | ANZX-12685/6  | ANZB-12685/6  |
| 4   | 2018年3月28日  | 第7話 - 第8話   | ANZX-12687/8  | ANZB-12687/8  |
| 5   | 2018年4月25日  | 第9話 - 第10話  | ANZX-12689/90 | ANZB-12689/90 |
| 6   | 2018年5月30日  | 第11話 - 第12話 | ANZX-12691/2  | ANZB-12691/2  |
| BOX | 2022年7月27日  | 全12話          | ANZX-14411〜4 | -             |

### Web番組
2017年8月1日より動画番組『TVアニメ「ブレンド・S」スティーレ ニコ生支店 営業中！』がニコニコ生放送にて配信されている。
2017年10月2日から2018年4月2日までWebラジオ『ブレンドS・ラジオ「スティーレスタイル！」』が音泉にて配信された。第1回から第13回まで毎週月曜更新、第14回から第20回（最終回）まで隔週月曜更新。パーソナリティは桜ノ宮苺香役の和氣あず未、日向夏帆役の鬼頭明里、星川麻冬役の春野杏。また、同日10月2日から2018年1月29日までWebラジオ『ブレンドS・ラジオ「スティーレ閉店中!!」』が音泉にて月1回で配信された。パーソナリティはディーノ役の前野智昭と秋月紅葉役の鈴木達央。

## タイアップ

### 日本
nicocafe
池袋P’PARCOB2Fにあるニコニコ本社nicocafeとのコラボ。作中に登場する苺香のドSパフェやドSオムライス、各キャラをイメージしたコラボドリンクが提供された。
2017年11月14日から11月29日まで開催された。
ロイヤルホスト秋葉原店
店舗限定でのタイアップ。期間中、コラボメニューご注文ごとに、中山書き下ろしのオリジナルコースターが配布される。
2017年12月6日から2018年1月8日まで開催、のちに2018年4月26日～2018年5月6日にも復刻開催された。
ロイヤルホスト浦和南店
本作イベント「ブレンド・F（es）」の会場・さいたま市文化センターの近隣であることから、オリジナルコースター配布イベントを2018年5月6日限定で実施。
AOZORAキッチンカー
池袋マルイ1Fにて展開する「AOZORAキッチンカー」と『ブレンド･S』のコラボレーション。コラボドリンクの提供を予定し、限定のブロマイドがついてくる。
2017年12月16日から2018年1月8日まで開催された。
叡山電鉄
本作のヘッドマークを装着したデオ720形電車が、2017年10月10日から12月24日まで運行された。

### アメリカ合衆国
Cafe Dolce
ロサンゼルスのダウンタウンにあるアメリカ最大の日本人街、リトル・トーキョー内のカフェと日本に先行したコラボ。2017年10月7日・8日に開催され、オリジナルのノベルティが配布された。

## アプリケーション

### ゲーム
きららファンタジア
ドリコムによるスマートフォン向けアプリゲーム。2018年1月10日のアップデートで追加参戦した。本作からは苺香、夏帆、麻冬が登場。その後同年6月13日から美雨、同10月17日からひでり、愛香も追加されている。また2019年4月1日限定のエイプリルフール動画ではディーノが他のきらら男子と共演を果たした。実際にゲームに実装されているルームのアイテムには、彼をモチーフにした椅子がある。
2022年5月17日より開催された『ブレンド・S』完結記念イベント「ブレンドコールアクシデント」では、プレイアブルキャラクターではないがディーノと秋月もシナリオに登場した。

### アラーム
ブレンド・S 〜苺香アラーム〜
ゲームゲートのスマートフォン (iOS/Android) 向けアラームアプリ。2018年2月16日に配信発売された。